# Volborattella paulyi
Espèce
Volborattella paulyi est une espèce d'araignées aranéomorphes de la famille des Oonopidae.

## Distribution
Cette espèce est endémique de la région d'Atsinanana à Madagascar,. Elle se rencontre vers Foulpointe.

## Description
Le mâle paratype mesure 1,66 mm et la femelle paratype 1,80 mm.

## Étymologie
Cette espèce est nommée en l'honneur d'Alain Pauly.

## Publication originale
- Saucedo, Ubick & Griswold, 2015 : The goblin spiders of the new genus Volborattella (Araneae, Oonopidae) from Madagascar. American Museum Novitates, no 3822, p. 1-71 (texte intégral).